# 고리 하루미
고리 하루미(일본어: 郡 晴己, 1953년 8월 17일 ~ )는 일본의 축구 감독이다.

## 지도자 경력
1985년부터 1992년까지, 1993년부터 1994년까지 가와사키 제철에서 감독을 맡았다. 1985년 일본 지역 리그 준우승으로 일본 사커 리그로 승격하였다. 1998년 10월 성적 부진으로 물러난 베니토 플로로 전임 감독을 대신해, 비셀 고베의 감독으로 취임한다.